# Vojnik (montagne)
Pour les articles homonymes, voir Vojnik.
Les monts Vojnik (le « soldat ») sont situés au Monténégro, dans les Alpes dinariques.

## Géographie

### Topographie
Ils culminent à 1 998 mètres d'altitude au Veliki Vojnik (ou Vrh Vojnika) et sont séparés de la Golija par le col de Javorak. Ils se situent au nord du poljé de Nikšić (Nikšićko polje), au sud de celui de Plužine et à l'ouest de la vallée de Šavnik et du plateau de Krnovo.
Au total, 48 sommets dépassent 1 500 mètres d'altitude si bien que le massif s'élève en moyenne à 1 650 m. En dehors du Veliki Vojnik, les sommets principaux sont le Gradno brdo (1 961 m) et le Mramorje (1 920 m). Le massif est entouré de trois plateaux : Brezna, Jasenovo Polje et Mokro, s'élevant autour de 1 000 m, et délimité par de nombreux canyons : Komarnica, Bukovica (ou Pridvorica), Piva, Bijela et Surdup. Dans la partie septentrionale du massif se trouve la région isolée de Kondžila.

### Géologie
Le massif est composé de roche calcaire karstique fortement érodée. De nombreuses moraines de la fin du Pléistocène sont visibles, traces de la présence de nombreux glaciers aujourd'hui disparus.

### Faune et flore
Il y a 30 à 40 ans, le massif était fameux pour ses forêts de hêtres et de conifères qui couvraient 75 % de sa superficie. L'exploitation trop intense, en particulier au sud, a réduit cette surface à 40 % environ, alors que les pentes élevées au nord empêchent encore le tracé de chemins forestiers.
La limite des arbres se situe aux alentours de 1 750 mètres d'altitude. On trouve également des érables, des frênes, des chênes, et parmi les conifères des sapins, des épicéas, des pins. Au total, 2 500 espèces végétales ont été recensées, dont plusieurs endémiques, et certaines à caractère médicinal.

### Populations
Le relief en vallées et en terrasses, en particulier dans les régions de Štavni do, Štirni do, Vioš do, Živa et Lipova raven, abrite une trentaine de campements (katun) de bergers avec leurs familles, de mai à septembre.